# حركة شباب من أجل العدالة والحرية
هي إحدى الحركات الشبابية المستقلة التي نشأت في مصر، للدعوة والمشاركة في أحداث ثورة 25 يناير، تضم الحركة شباب من مختلف الاتجاهات بهدف الضغط الشعبي لتحقيق العدالة والحرية.

## تأسيس الحركة
تأسست الحركة عام 2010، وتم عقد المؤتمر التأسيسي للحركة في السابع عشر من يوليو 2010 بمقر نقابة الصحفيين بالقاهرة، بحضور عدد من النشطاء والشخصيات السياسية.

## دور الحركة في ثورة 25 يناير
بالإضافة إلى دورها في العديد من الاحتجاجات الشعبية والعمالية ما قبل الثورة، شاركت الحركة في الدعوة والتنسيق والمشاركة في مظاهرات 25 يناير و‌28 يناير وكانت جزء من ائتلاف شباب الثورة. وقتل في صفوفها الناشط مينا دانيال أثناء مشاركته في مظاهرات ماسبيرو، كما جرح واعتقل العديد من أعضائها أثناء أحداث الثورة المصرية.